# メルボルン (フリゲート)
|          |                                                                                              |
| 艦歴     |                                                                                              |
| 発注     |                                                                                              |
| 起工     | 1985年7月12日                                                                                |
| 進水     | 1989年5月5日                                                                                 |
| 就役     | 1992年2月15日                                                                                |
| 退役     | 2019年10月26日                                                                               |
| 性能諸元 |                                                                                              |
| 排水量   | 4,100トン                                                                                    |
| 全長     | 138メートル                                                                                  |
| 全幅     | 14メートル                                                                                   |
| 吃水     | 7.5メートル                                                                                  |
| 機関     | ゼネラル・エレクトリック LM2500 ガスタービンエンジン ×2 41,000 hp                            |
| 速力     | 29ノット                                                                                     |
| 航続距離 | 4,500海里（20ノット）                                                                        |
| 兵装     | Mk 13発射機（ハープーン、SM-1） ファランクスCIWS×1 Mk 32 3連装単魚雷発射管×2 OTOメララ76mm砲 |
| 乗員     | 184名 +航空要員                                                                              |
| 搭載機   | S-70B シーホーク                                                                             |
| モットー | Vires Acquirit Eundo                                                                         |

メルボルン (HMAS Melbourne, FFG 05) はオーストラリア海軍のアデレード級フリゲートの5番艦。艦名はビクトリア州の都市メルボルンに由来する。

## 艦歴
メルボルンはビクトリア州ウィリアムズタウンにあるAMECONで1985年7月12日に起工され、1989年5月5日に進水、1992年2月15日に就役した。
1996年、ペルシャ湾に派遣。
1998年には東ティモールで国連平和維持活動を支援した（東ティモール紛争）。
2002年、オーストラリア海軍第3次派遣部隊に加わり、スリッパー作戦に参加した。
2003年、カタリスト作戦を支援するため再びイラクに戻り、領海の防衛にあたった。
2019年10月26日、退役。本艦の退役をもってアデレート級はアデレード級はオーストラリア海軍からすべて退役した。